# ウェリントンカップ
ウェリントンカップ（Wellington Cup）は、ニュージーランドの競馬の競走で、3200メートルのハンデキャップ競走である。ニュージーランドで最も重要な競走の一つで、国内最古クラスの歴史を持ち、「二大カップ戦」のひとつをなしている。

## 概要
ウェリントンカップ（Wellington Cup）は、ニュージーランドの首都ウェリントンで開催される、ニュージーランド国内屈指の競馬のイベントである。オークランドカップとともに国内二大カップ戦を形成している。
ニュージーランドでも屈指の歴史を持ち、創設1874年は国内最古級である。当初はハットパーク競馬場（Hutt Park Racecourse）の距離2マイル（約3218メートル）で行なわれていた。過去には1マイル半（約2414メートル）で行なわれていた時期もある。
毎年1月にニュージーランドのトレンサム競馬場でウェリントンレーシングクラブ（WRC、Wellington Racing Club）が主催する。
長い間G1競走として認められていたが、2009年からG1からG2に降格することになった。これを受け、ウェリントンレーシングクラブ（WRC）は距離を2400メートルに変更し、競馬の質を高めてG1への昇格を目指している。
2016年より距離を3200メートルに変更した。

### ウェリントンカップカーニバル
1月下旬に行われるウェリントンカップにあわせて、トレンサム競馬場では「ウェリントンカップカーニバル開催」が行われる。この開催中は、メインイベントのウェリントンカップのほか、テレグラフハンデキャップ（G1）やソーンドンマイル（G1）などの重賞競走が集中開催される。

## 歴史
ウェリントンでは、はじめハットパーク競馬場（Hutt Park Racecourse）で競馬が行なわれた。「ウェリントンカップ」という名前の競走の記録が最初に登場するのは、1867年である。
当時は車も鉄道もなかったが、競馬場は馬や馬車でやってきた観衆で埋め尽くされた。現在の2マイルのウェリントンカップの形で創設されたのは1874年で、この年、オークランドで創設されたオークランドカップとあわせて、ニュージーランドの二大カップ戦となった。
1906年にトレンサム競馬場が新設されると、ウェリントンカップもトレンサム競馬場で行なわれるようになった。以来、2度の世界大戦中も含めて、休むこと無く毎年開催されている。

### 優勝杯
1892年に、ウェリントンレーシングクラブはクラシック競走に相応しい新たな優勝杯をつくるため、当時最高峰の宝飾品をつくるイギリスのマッピン&ウェッブ社（en:Mappin & Webb）に優勝杯の作成を依頼した。
このとき作られた5つの優勝杯の一つは、1894年の優勝馬ヴォーゲンギャング（Vogengang）に授与された。この優勝杯はヴィクトリア朝時代の最も優雅な作品の一つとして知られ、使用された銀は現在の価値で12万NZドルにのぼる。こうした優勝杯は20世紀初頭まで用いられた。
1970年代から1980年代には、ウォーカー&ホール社（Walker & Hall）による金と銀のハンドメイドの優勝杯が用いられていた。

### 沿革
- 1867年　ハットパーク競馬場でウェリントンレーシングクラブ（WRC）による競馬「ウェリントンカップ」が行なわれる[1]。
- 1868年　4月、ハットパークの競馬にエディンバラ公アルフレッド王子が臨席[1]。
- 1874年　ウェリントンカップ創設。距離は2マイル（約3218メートル）。
- 1890年　距離が1マイル半（約2414メートル）になる。
- 1907年　トレンサム競馬場に移転。
- 1942年　距離が2マイル（約3218メートル）に戻る。
- 1974年　ニュージーランドがメートル法を採用し、距離が3200メートルになる。
- 2009年　距離が2400メートルになる。G1からG2に降格。
- 2016年　距離を3200メートルに変更。
- 2017年 G3に降格。

### できごと
- 1892年　サイニスカ（Cynisca）が3連覇を達成。
- 1963年　グレートセンセイション（Great Sensation）が3連覇を達成。
- 1994年　キャッスルタウン（Castletown）が3勝目（1991年、1992年、1994年）。

### レコードタイム
- 2マイル時代（約）- 3分16秒2：1974年イルテンポ（Il Tempo）
- 3200メートル時代 - 3分15秒59：1988年ダリアズファン（Daria's Fun）
- 2400メートル時代 - 2分27秒42：2010年レッドルーラー（Red Ruler）

### 歴代勝馬

#### 2000年以前
- 1874: Castaway
- 1875: Tambourini
- 1876: Korari
- 1877: Guy Fawkes
- 1878: Lara
- 1879: Maritana
- 1880: Foul Play
- 1881: Natator
- 1882: Hilda
- 1883: Mischief
- 1884: The Poet
- 1885: Tasman
- 1886: Nelson
- 1887: Pasha
- 1888: Beresford
- 1889: Dudu
- 1890: Cynisca
- 1891: Cynisca
- 1892: Cynisca
- 1893: Retina
- 1894: Vogengang
- 1895: Mahaki
- 1896: Brooklet
- 1897: Strath Braan
- 1898: Uniform
- 1899: Daunt
- 1900: Djin Djin
- 1901: Renown
- 1902: St. Michael
- 1903: Advance
- 1904: Convoy
- 1904: Gladsome
- 1905: Nightfall
- 1906: Ropa
- 1907: Achilles
- 1908: Moloch
- 1909: Blue Ribbon
- 1910: Crucinella
- 1911: Miss Mischief
- 1912: Undecided
- 1913: Sir Solo
- 1914: Kilrain
- 1915: Pavlova
- 1916: Bee

- 1917: Bunting
- 1918: Nobleman
- 1919: Oratress
- 1919: Red Ribbon
- 1919: Rewi Poto
- 1920: Kilmoon
- 1921: Maioha
- 1922: Insurrection
- 1923: Rapine
- 1924: Loughrea
- 1925: Surveyor
- 1926: Enthusiasm
- 1927: Rapier
- 1928: Star Stranger
- 1929: Vertigern
- 1930: Concentrate
- 1931: Stanchion
- 1932: Compris
- 1933: Royal Artist
- 1934: Grand Jury
- 1935: Vintage
- 1936: Queen of Song
- 1937: Ponty
- 1938: Padishah
- 1939: Defaulter
- 1940: Old Bill
- 1941: Happy Ending
- 1941: Kindergarten
- 1943: The Joker
- 1944: Don Quex
- 1945: Lambourn
- 1946: Golden Souvenir
- 1947: Bruce
- 1948: Spare Part
- 1949: Royal Tan
- 1950: Beaumaris
- 1951: Almora
- 1951: Prawns
- 1952: Reformed
- 1953: Crimson King
- 1954: Golden Tan
- 1955: Golden Galleon
- 1956: Fox Myth
- 1957: Sombrero

- 1958: Yeman
- 1959: Ark Royal
- 1960: Jalna
- 1961: Great Sensation
- 1962: Great Sensation
- 1963: Great Sensation
- 1964: Gay Filou
- 1965: Eiffel Tower
- 1966: Red Crest
- 1967: Michael Molloy
- 1968: Loofa
- 1969: City Court
- 1970: Il Tempo
- 1971: Ansin
- 1972: Simon de Montfort
- 1973: Rustler
- 1974: Battle Heights
- 1975: Timon
- 1976: Guest Star
- 1977: Good Lord
- 1978: Good Lord
- 1979: Big Gamble
- 1980: Cubacade
- 1981: Koiro Trelay
- 1982: Ruanuku
- 1983: Kiwi
- 1984: Secured Deposit
- 1985: Imaprince
- 1986: Samasaan
- 1987: Rastes
- 1988: Daria's Fun
- 1989: Noble Khan
- 1990: Flying Luskin (AUS)
- 1991: Castletown
- 1992: Castletown
- 1993: Dancing Lord
- 1994: Castletown
- 1995: Ed
- 1996: Yes Indeed
- 1997: Ed
- 1998: Aerosmith
- 1999: Miss bailey
- 2000: Second Coming

#### 2001年以降
| 年   | 格付け | 距離         | 勝馬              | 馬齢 | 備考 |
| ---- | ------ | ------------ | ----------------- | ---- | ---- |
| 2001 | G1     | 3200メートル | Smiling Like      | 6歳  |      |
| 2002 | G1     | 3200メートル | Cyclades          | 6歳  |      |
| 2003 | G1     | 3200メートル | Oarsman           | 5歳  |      |
| 2004 | G1     | 3200メートル | Cluden Creek      | 5歳  |      |
| 2005 | G1     | 3200メートル | Zabeat            | 5歳  |      |
| 2006 | G1     | 3200メートル | Envoy             | 7歳  |      |
| 2007 | G1     | 3200メートル | Willy Smith       | 5歳  |      |
| 2008 | G1     | 3200メートル | Young Centaur     | 5歳  |      |
| 2009 | G2     | 2400メートル | Megapins          | 5歳  |      |
| 2010 | G2     | 2400メートル | Red Ruler         | 5歳  |      |
| 2011 | G2     | 2400メートル | Spiro             | 5歳  |      |
| 2012 | G2     | 2400メートル | Six O'Clock News  | 7歳  |      |
| 2013 | G2     | 2400メートル | Blood Brotha      | 7歳  |      |
| 2014 | G2     | 2400メートル | Graphic           | 5歳  |      |
| 2015 | G2     | 2400メートル | Maygrove          | 5歳  |      |
| 2016 | G2     | 3200メートル | Mister Impatience |      |      |
| 2017 | G3     | 3200メートル | Savaria           |      |      |
| 2018 | G3     | 3200メートル | Magic Chai        |      |      |
| 2019 | G3     | 3200メートル | Gorbachev         |      |      |
| 2020 | G3     | 3200メートル | Soleseifei        |      |      |
| 2021 | G3     | 3200メートル | Waisake           |      |      |
| 2022 | G3     | 3200メートル | Lincoln King      |      |      |
| 2023 | G3     | 3200メートル | Leaderboard       |      |      |
| 2024 | G3     | 3200メートル | Mary Louise       |      |      |
| 2025 | G3     | 3200メートル | Wolfgang          | 6歳  |      |